# Storm
Storm (Ororo Iqadi T'Challa, n. Munroe) este un personaj fictiv din benzile desenate Marvel Comics. Este bine cunoscută prin faptul că este un membru vechi al grupului X-Men și uneori chiar lidera acestuia. Storm este regina ținutului Wakanda, titluobținut în urma mariajului ei cu regele T'Challa, alias Black Panther.
Storm este unul din cei mai utilizați X-Men, facînduși apariția în cele mai multe benzi desenate, in toate seriile animate X-Men, aproape toate jocurile video și în seria filmelor X-Men. În primele trei filme ea este jucată de actrița Halle Berry. Superputeri: modifica temperatura, controlul presiunii atmosferice, empatie ecologica, marcator excelent, hot expert, zbor, mana calificata la mana. (Controleaza vremea)